# Западночадские языки (подветвь)
Западноча́дские языки́ (также собственно западночадские языки, западночадские языки подветви A; англ. west chadic sub-branch A) — одна из двух языковых подветвей западночадской ветви чадской семьи. Областью распространения всех языков, кроме хауса, являются северо-восточные и центральные районы Нигерии (хауса распространён также по всей северной Нигерии, в Нигере, Бенине, Буркина-Фасо, Кот-д’Ивуаре, Чаде, Судане, Камеруне, Гане и в других странах). В составе западночадской ветви выделяются четыре группы: хауса, ангас, рон и боле-тангале.
В рамках западночадского языкового объединения собственно западночадским языкам противопоставлены языки баучи-баде (или языки подветви B).

## Классификация
Западночадская подветвь представлена следующими языками и диалектами:
- группа хауса: хауса с диалектами кано, кацина, сокото, зария, хадеджиа, дамагарам, гобир и другими, гвандара с диалектами карши, цанцара, тони, гитата, коро, нимбия;
- ангасская группа:
  - подгруппа сура-ангас:
    - ангас (нгас), чакфем (чакфем-мушере), джорто, кластер кофьяр (включая кофьяр, мирьям (мерньянг), диммук (доемак), квалла (квагаллак), бвал (бвол), гворам и джипал), чип (мишип), сура (мвагхавул, мупун);
    - гоэмаи (анкве), коеноем (канам), монтол (теэл), пьяпун, тал;

  - подгруппа герка: герка (йивом);
- группа рон:
  - подгруппа рон: кластер рон (чала, чалла) (включая бокос (боккос, чала), даффо (даффо-бутура), шагаву (мангуна, нафунфья) и мангар), ша, кулере, карфа (духва), мундат;
  - подгруппа фьер: фьер, тамбас;
- группа боле-тангале (боле-тангле):
  - подгруппа боле (северная): карекаре, буре, боле (болева, боланчи), бееле, дено, галамбу, гера, герума (герумава), кирфи (гииво), кхолок, куби, маха (маагха, маака), нгамо, ньям, даза;
  - подгруппа тангале (южная): дера (канакуру), куши (годжи), кутто (купто), кваами (квами), перо, пийя-квончи (пийя, вуркум), тангале (тангле).

Названия подветви западночадская применяется в классификации чадских языков, опубликованной в работе С. А. Бурлак и С. А. Старостина «Сравнительно-историческое языкознание».
В классификациях чадских языков, представленных в справочнике языков мира Ethnologue (автор — Пол Ньюман) и в работах британского лингвиста Роджера Бленча, западночадская подветвь имеет название подветвь A. В классификациях, предлагаемых в статье В. Я. Порхомовского «Чадские языки» (лингвистический энциклопедический словарь), в справочнике Ethnologue и в других публикациях, в западночадской подветви выделяются четыре группы: хауса, ангас, рон и боле-тангале. Согласно данным справочника Ethnologue, группа A.2 (боле-тангале) делится на подгруппы боле (язык карекаре и собственно боле языки) и тангале (язык дера и собственно тангале языки), группа A.3 (ангас) образует две подгруппы — собственно ангасскую и йивом (герка). В классификации Роджера Бленча языки подветви A разделяются на три группы: хауса, рон и большую группу, включающую подгруппы ангас и боле. Обе подгруппы состоят из двух языковых объединений. Подгруппа ангас включает: a) язык нгас (ангас); язык мвагхавул (сура), чакфем-мушере и другие; языки гоэмаи, коэноем и другие; b) язык йивом (герка). Подгруппа боле включает: a) северные языки — язык карекаре; языки гера, герума и другие; языки боле, нгамо и другие; b) — южные языки — языки кваами, перо и другие; язык дера. Чешский лингвист Вацлав Блажек так же, как и Роджер Бленч, объединяет языки ангас и боле в одну группу. В издании С. А. Бурлак и С. А. Старостина «Сравнительно-историческое языкознание» ангасской группе соответствует группа сура-герка с подгруппами сура-ангас и герка-кофьяр.